# Derrik Smits
Derrik Smits (nacido el 6 de septiembre de 1996 en Zionsville (Indiana)) es un jugador de baloncesto estadounidense con pasaporte neerlandés que mide 2,16 metros y juega en la posición de pívot.

## Trayectoria
Hijo de Rik Smits, histórico pívot de los Indiana Pacers con 12 temporadas y un All Star en su currículum, Derrick es un pívot que se ha formado durante tres temporadas con Valparaiso Crusaders en la Universidad de Valparaíso y disputado un último curso en Butler Bulldogs. 
En su tercera campaña militando en Valparaiso Crusaders, Derrik dejó unas medias de 12.2 puntos, 5.7 rebotes, 0.8 asistencias, un tapón por partido y un porcentaje de acierto cercano al 60% (59.4). Además, sus medias en tiros de campo a lo largo de esos tres años (56.4%) le convierten en la tercera mejor marca de la historia de la entidad.
Durante la temporada 2019-20 en Butler disputa 17 encuentros, con menos de diez minutos por partido en cancha en los que firmó 3.1 tantos y 1.7 rebotes, debido a una lesión y la cancelación de la parte final del Torneo universitario por la pandemia.
El 8 de agosto de 2020, llega a España para jugar en las filas del CB Ciudad de Valladolid de la Liga LEB Oro, durante una temporada.
El 16 de noviembre de 2020, abandona la disciplina del CB Ciudad de Valladolid por motivos personales.

## Internacional
Derrik posee pasaporte holandés que le permitiría durante el verano de 2018, jugar un total de siete partidos con el equipo ‘B’ de los Países Bajos.